# Biritch
Pour les articles homonymes, voir Biritch (homonymie).
Le biritch représente la première forme du bridge, un jeu où c’est le donneur qui choisit l’atout ou, s’il ne peut ou ne veut le faire, passe parole à son partenaire. Il n’y a donc pas d’enchères.
Les règles du ‘biritch’ sont exposées dans un petit document de 4 pages, Biritch or Russian Whist, imprimé à Londres en 1886 et dont l’auteur s’appelle John Collinson. Celui-ci a expliqué ensuite (dans The Saturday Review en 1906) qu’il avait appris le jeu à Constantinople (aujourd’hui Istanbul) au début des années 1880.
Dans la règle de Collinson, le Sans-Atout vaut 10 points et se déclare en annonçant ‘biritch’. Par la suite, la levée à Sans-Atout passera à 12 points. C’est la marque adoptée dès 1890 par les auteurs français et anglais.
L’étymologie du terme biritch reste mystérieuse. Même s’il est clair que le nom entendu au Levant est plutôt ‘britch’ (et non ‘biritch’), l’origine de ce mot n’apparaît pas clairement. Ni ‘britch’ ni ‘biritch’ n’appartiennent à la langue russe du jeu de cartes ; aucun jeu de ce nom n’est connu en Russie. L’ancêtre direct du bridge s’appelle yeralash (ou whist-préférence). Les tentatives d’explication par le turc (*bir-üç) ou, pire, par l’anglais sont refusées par tous les linguistes.